# シアターBRAVA!
シアターBRAVA!（シアターブラバ!）は、かつて毎日放送（MBS）が大阪府大阪市中央区城見の大阪ビジネスパーク（OBP）内で所有・運営していた劇場。劇場名のBRAVA!は、「Bravo!」の女性形に当たる。
当ページでは、MBSグループの運営による事実上の後継劇場として2024年3月27日から「JPタワー大阪」（大阪市北区梅田3丁目）内で営業しているSkyシアターMBS（スカイシアターエムビーエス）についても述べる。

## 「シアターBRAVA!」

### 建設の背景
毎日放送では、毎日大阪会館の南館（大阪市北区堂島）にあった毎日ホールを改装したうえで、1995年から1997年まで「堂島MBS劇場」を運営。毎日新聞大阪本社の社屋を西梅田（大阪市北区）へ移転することに伴う堂島地区の再開発によって、同会館の解体が決まったことから、竹中工務店が所有していた土地に「堂島MBS劇場」の代替施設として当劇場を建設した。建設に際しては、竹中工務店が設計から施工までを担当している。

### 竣工から閉館まで
1999年4月18日に、「大阪MBS劇場」（おおさかエムビーエスげきじょう）として竣工。こけら落とし公演は劇団四季の『ライオンキング』で、同日から2001年1月14日まで上演された。同年秋にはグッドデザイン賞を受賞。
開館当初は、劇団四季が大阪で公演する際のメインシアターとして使用していた。大阪四季劇場の開館（2005年1月）を機に、劇団四季が「大阪MBS劇場」での公演をすべて大阪四季劇場へ移行したため、同年4月に「大阪MBS劇場」をシアターBRAVA!と改称。ミュージカルを中心に、幅広いジャンルの演劇公演に対応した劇場として再スタートを切った。2006年から2013年4月30日までは、イオン化粧品が毎日放送との契約で命名権を取得したため、劇場名をイオン化粧品シアターBRAVA!に変更している。
MBSテレビでは、シアターBRAVA!への改称を機に、毎週水曜日の深夜（木曜日の未明）に5分間のPR番組『BRAVA!』を編成。当番組で上演予定の作品を紹介したほか、放送中にチケットの先行予約を実施することもあった。しかし、毎日放送は2014年6月30日に、当劇場を2016年春で閉館すると発表。同年秋に満了する敷地の賃貸契約の延長をめぐって、土地所有者との合意に至らなかったことや、施設の老朽化が進んでいることなどを閉館の理由に挙げた。
正式には、2016年5月31日で閉館。毎日放送では、当劇場のファイナルイベントとして、同月29日（日曜日）に「ありがとうBRAVA!　MBSアナウンサー大集合!」（かつてMBSテレビで放送されていた同局アナウンサー総出演の深夜番組『あどりぶランド』の復活イベント）を開催した。
シアターBRAVA!時代の総公演数は554公演で、延べ2263ステージを開催。改称からの11年1ヶ月間で、延べ200万人もの観客を動員した。

### 閉館後の主な動き
「シアターBRAVA!」から北東約400メートルの場所に建つビル（第2代社屋）に本社と演奏所を置いていた讀賣テレビ放送（読売テレビ・ytv）が、およそ80メートルの高さを擁するビル（第3代社屋）を建設したうえで、第2代社屋にあった本社・演奏所の機能を移すべく敷地を取得。2016年10月から、第3代社屋の建設工事を進めた。当初は2019年の開局記念日（8月28日）に第3代社屋からの本放送を始めることを計画していたが、実際には同年9月1日（日曜日）の5:59から本放送に使用している。
一方の毎日放送では、OBP内での「シアターBRAVA!」の営業を終了した後も、別の場所での劇場建設を検討。「シアターBRAVA!」で定期的に上演していた公演の一部は、既存・新設の他劇場を借りながら、当劇場の閉館後も継続している。閉館の時点で代表取締役社長を務めていた河内一友は、2014年7月16日に臨んだ定例社長会見で、「（シアターBRAVA!は）一旦閉鎖するが、引き続き別の場所を探して劇場文化を支えていきたい」との意向を披露。閉館時点での劇場公式サイトでは、「現在地でのシアターBRAVA!の営業を終了」「別場所での劇場再開への準備を進めている状況」「正式に再開が決まれば、改めて皆様に発表する」というメッセージを通じて、「シアターBRAVA!」を別の場所で再開する可能性に含みを残していた。

## 「SkyシアターMBS」
2019年12月11日には、日本郵政・JR西日本のグループ会社とJTBの5社が、大阪市北区の大阪駅西地区（かつて大阪中央郵便局などが建っていた地区）の再開発計画（仮称「梅田3丁目計画」）を発表。この計画に沿って新たに建設されるJPタワー大阪（地上39階・地下3階の高層ビル）のうち、5階から8階までのフロアに組み込まれる劇場（座席数約1,200席）の運営を、MBSメディアホールディングス（毎日放送グループの認定放送持株会社）に委託する予定も明らかにされた。
MBSメディアホールディングスでは、運営業務の正式な委託を受けて、2021年4月30日に「MBSライブエンターテインメント」という運営会社をグループ内に設立。その一方で、「関西における舞台芸術活動を応援したい」というSky (ソフトウェア会社) が、MBSライブエンターテインメントとの契約によって劇場の命名権を取得した。Skyは大阪市内発祥の企業で、命名権を取得した時点でも本社機能の一部を市内（淀川区）に残しているほか、2020年10月から2022年3月まで『情熱大陸』（毎日放送の東京支社がTBSテレビ系列向けに制作している全国ネット番組）のスポンサーに名を連ねていた。
2023年4月5日には、JPタワー大阪のグランドオープン（2024年7月）に先駆けて上記の劇場を「SkyシアターMBS」という名称で同年3月に開館することや、『舞台 中村仲蔵』（Skyのイメージキャラクターを務める藤原竜也の主演作品）を「こけら落とし公演」（「オープニングシリーズ」の第1弾）として3月の下旬に上演することが発表された。正式な開館日は3月27日（水曜日）、初代の支配人は村田元で、開館後は毎日放送主催のイベント（落語会など）でも随時使用している。
なお、MBSラジオでは2023年11月6日から、『空飛ぶ劇場ラヂオ』（そらとぶげきだんラヂオ）という事前収録番組を毎週月曜日の21:45 - 22:00に放送。毎日放送の現職アナウンサーから若干名（主に福島暢啓・前田春香）と村田が、SkyシアターMBSのPRを兼ねながら、同局が関西地方で主催しているライブパフォーマンス作品（演劇など）にちなんだトークを展開している。その一方で、紹介する作品の関係者（SkyシアターMBSで上演中や上演予定の作品の出演者など）や、関西のライブパフォーマンスシーンに詳しい人物（小劇団に所属する俳優など）も収録に随時招いている。
2025年3月11日には、『うたコン』（NHK大阪放送局制作）の生放送を行った。NHKの番組で民放が運営するホールを使用する異例の出来事となったが、これはNHK大阪ホールが改修工事中で使用できなかったための代替措置である。なお番組では『SkyシアターMBS』の名称がそのまま紹介された。

## ギャラリー

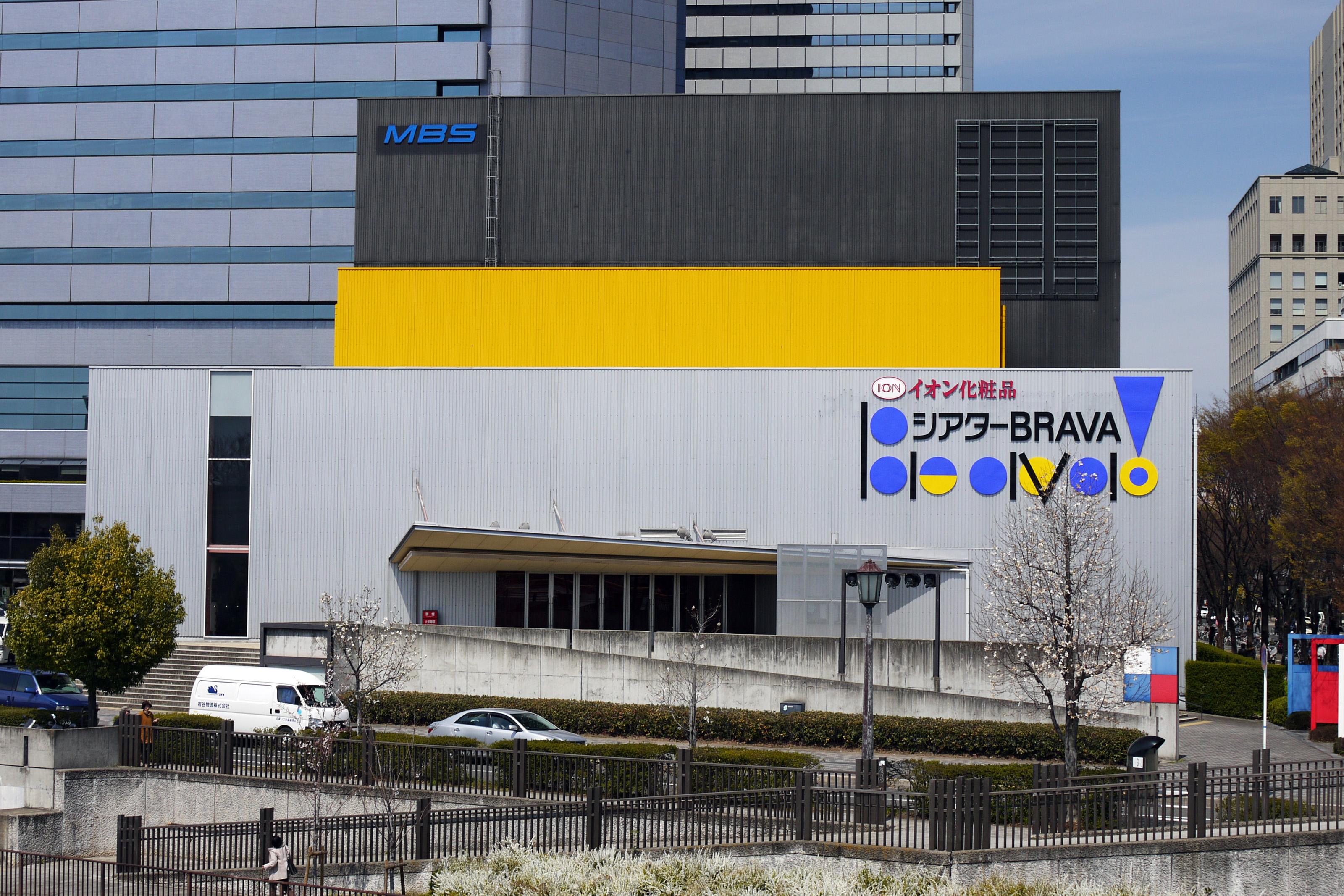
MBSロゴ変更前の「シアターBRAVA!」
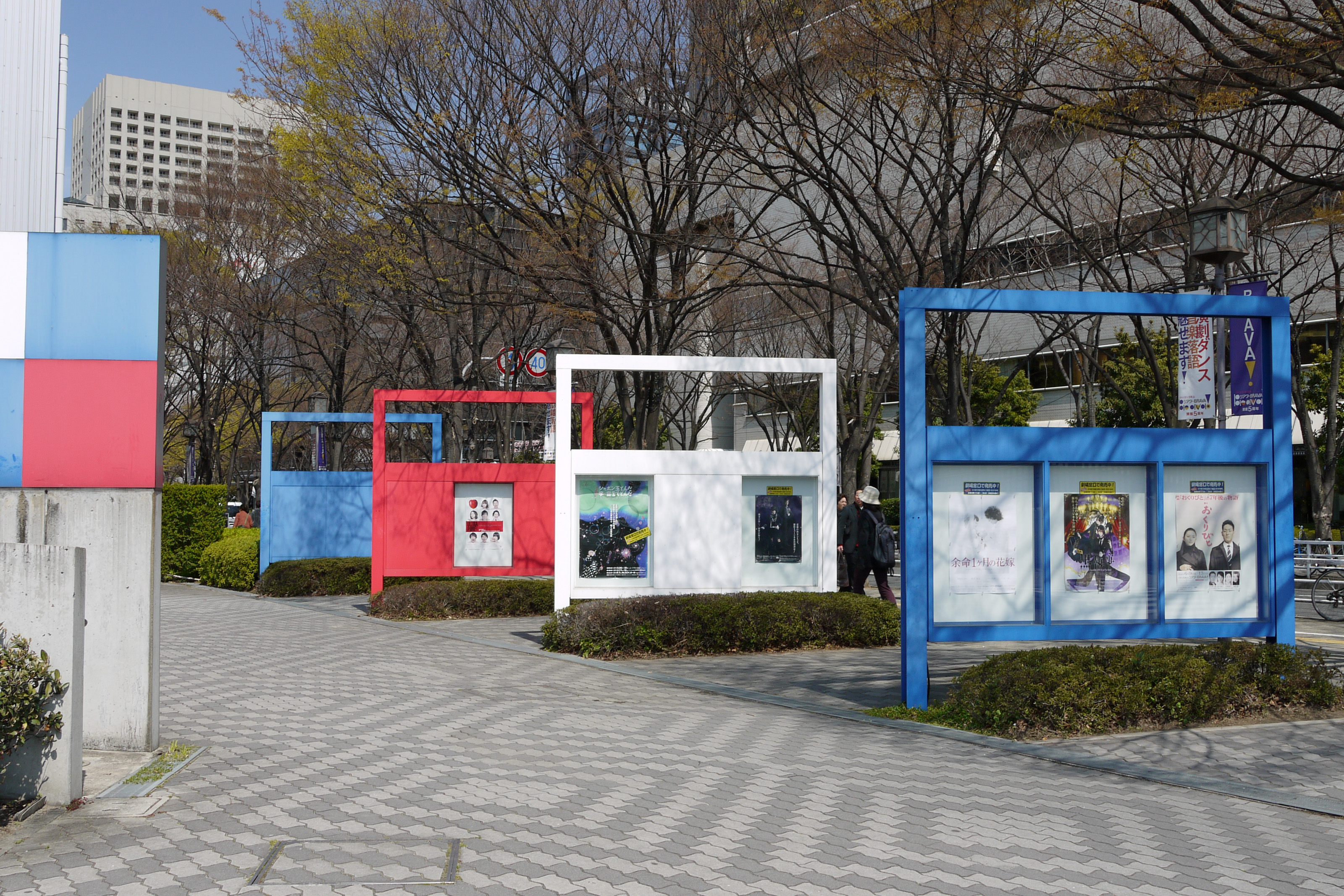
「シアターBRAVA!」の看板
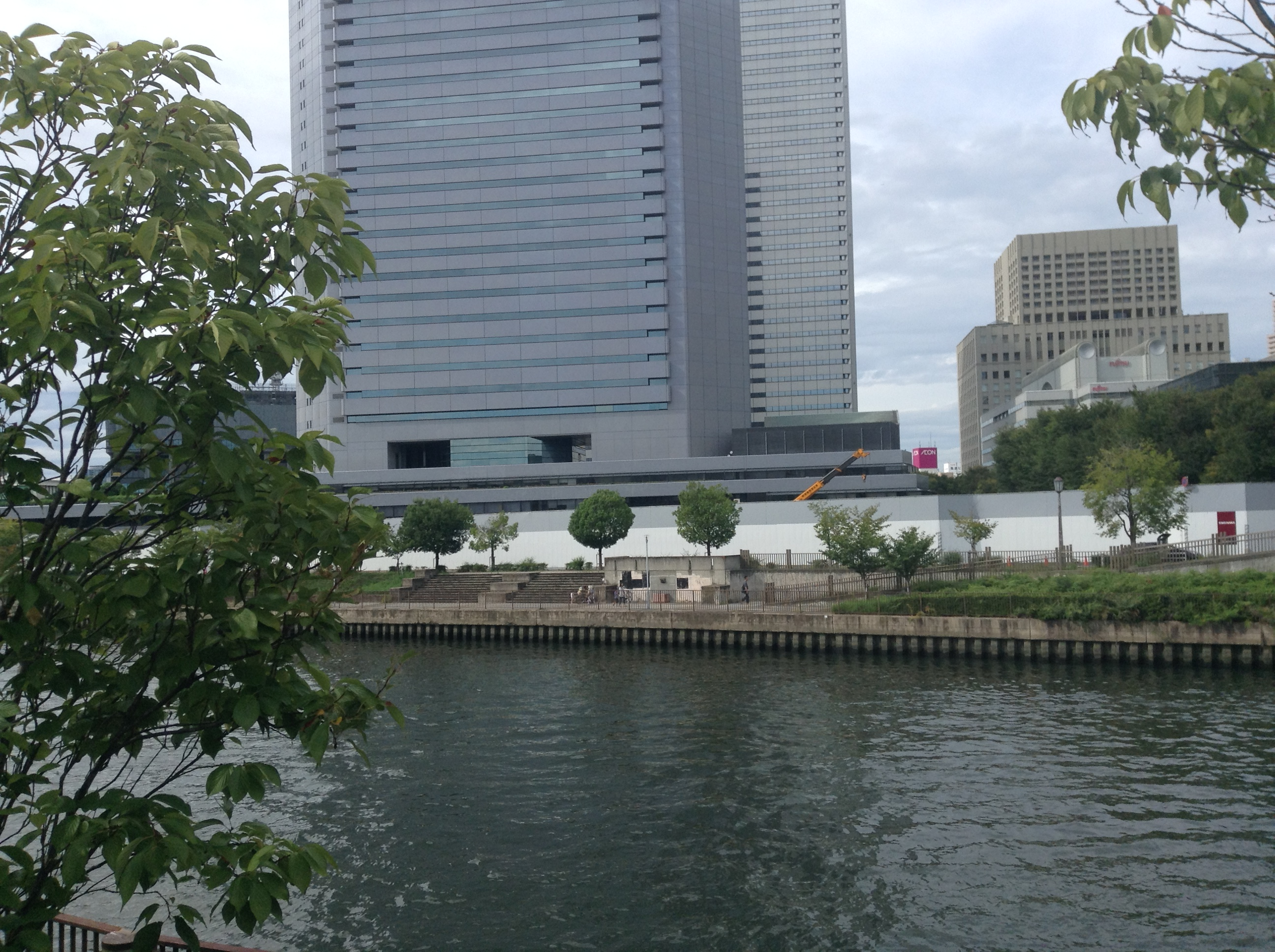
2016年8月時点の「シアターBRAVA!」跡地（この時点では読売テレビ放送の第3代本社屋を建設中）